# ティップ・オニール賞

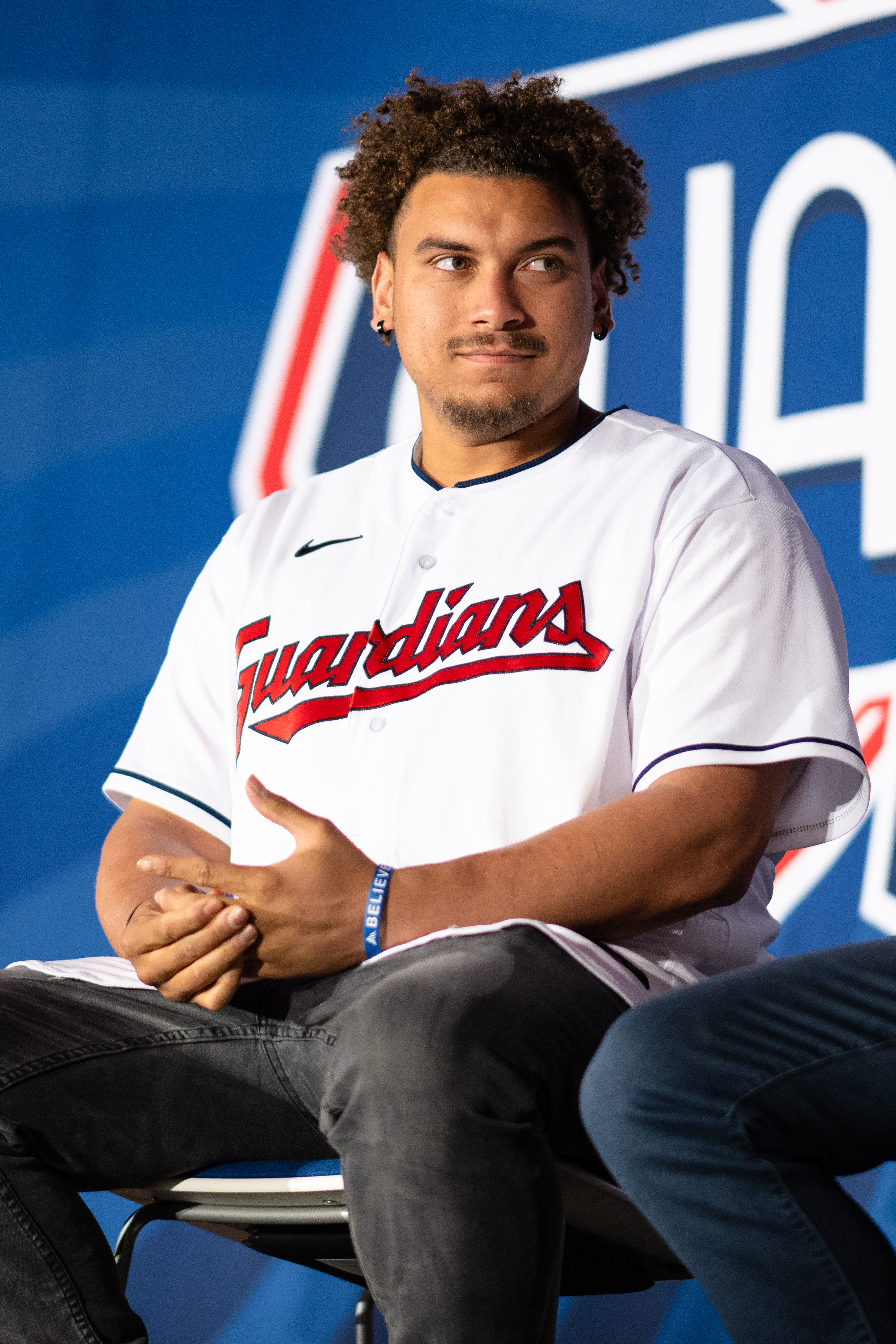
2023年の受賞者であるジョシュ・ネイラー

ティップ・オニール賞(Tip O'Neill Award)は、カナダ野球殿堂によって「質の高い試合を目指し、卓越した成績とチームへの貢献を残したと判断される」カナダ人のプロ野球選手に与えられる賞であり、1984年に制定された。

## 概要
MLB最初のカナダ人スター選手であるティップ・オニールの名に因み、名付けられた。
テリー・プール、ラリー・ウォーカー、ロブ・デューシーはカナダ野球殿堂入りも果たしている。また、ウォーカーはMLBに在籍中に同賞を最多となる9回受賞している。

## 受賞者
| 年度   | 表彰者                             | 所属球団                                                |
| ------ | ---------------------------------- | ------------------------------------------------------- |
| 1984年 | テリー・プール                     | ヒューストン・アストロズ                                |
| 1985年 | デーブ・シパノフ                   | フィラデルフィア・フィリーズ                            |
| 1986年 | ロブ・デューシー                   | ベンチュラ・カウンティー・ガルズ テネシー・スモーキーズ |
| 1987年 | ラリー・ウォーカー                 | ジャクソンビル・エクスポズ                              |
| 1988年 | ケビン・ライマー                   | テキサス・レンジャーズ                                  |
| 1989年 | スティーブ・ウィルソン             | シカゴ・カブス                                          |
| 1990年 | ラリー・ウォーカー                 | モントリオール・エクスポズ                              |
| 1991年 | ダニエル・ブラバン                 | カナダ代表                                              |
| 1992年 | ラリー・ウォーカー                 | モントリオール・エクスポズ                              |
| 1993年 | ロブ・バトラー                     | トロント・ブルージェイズ                                |
| 1994年 | ラリー・ウォーカー                 | コロラド・ロッキーズ                                    |
| 1995年 | ラリー・ウォーカー                 | コロラド・ロッキーズ                                    |
| 1996年 | ジェイソン・ディクソン             | カリフォルニア・エンゼルス                              |
| 1997年 | ラリー・ウォーカー                 | コロラド・ロッキーズ                                    |
| 1998年 | ラリー・ウォーカー                 | コロラド・ロッキーズ                                    |
| 1999年 | ジェフ・ジマーマン                 | テキサス・レンジャーズ                                  |
| 2000年 | ライアン・デンプスター             | フロリダ・マーリンズ                                    |
| 2001年 | ラリー・ウォーカー                 | ミネソタ・ツインズ                                      |
| 2001年 | コーリー・コスキー                 | コロラド・ロッキーズ                                    |
| 2002年 | ラリー・ウォーカー                 | コロラド・ロッキーズ                                    |
| 2002年 | エリック・ガニエ                   | ロサンゼルス・ドジャース                                |
| 2003年 | エリック・ガニエ                   | ロサンゼルス・ドジャース                                |
| 2004年 | ジェイソン・ベイ                   | ピッツバーグ・パイレーツ                                |
| 2005年 | ジェイソン・ベイ                   | ピッツバーグ・パイレーツ                                |
| 2006年 | ジャスティン・モルノー             | ミネソタ・ツインズ                                      |
| 2007年 | ラッセル・マーティン               | ロサンゼルス・ドジャース                                |
| 2008年 | ジャスティン・モルノー             | ミネソタ・ツインズ                                      |
| 2009年 | ジェイソン・ベイ                   | ボストン・レッドソックス                                |
| 2010年 | ジョーイ・ボット                   | シンシナティ・レッズ                                    |
| 2011年 | ジョーイ・ボット                   | シンシナティ・レッズ                                    |
| 2011年 | ジョン・アックスフォード           | ミルウォーキー・ブルワーズ                              |
| 2012年 | ジョーイ・ボット                   | シンシナティ・レッズ                                    |
| 2013年 | ジョーイ・ボット                   | シンシナティ・レッズ                                    |
| 2014年 | ジャスティン・モルノー             | コロラド・ロッキーズ                                    |
| 2015年 | ジョーイ・ボット                   | シンシナティ・レッズ                                    |
| 2016年 | ジョーイ・ボット                   | シンシナティ・レッズ                                    |
| 2017年 | ジョーイ・ボット                   | シンシナティ・レッズ                                    |
| 2018年 | ジェームズ・パクストン             | シアトル・マリナーズ                                    |
| 2019年 | マイク・ソロカ                     | アトランタ・ブレーブス                                  |
| 2020年 | ジェイミー・ロマック               | SKワイバーンズ                                          |
| 2021年 | ブラディミール・ゲレーロ・ジュニア | トロント・ブルージェイズ                                |
| 2022年 | ジョーダン・ロマノ                 | トロント・ブルージェイズ                                |
| 2023年 | ジョシュ・ネイラー                 | クリーブランド・ガーディアンズ                          |
| 2024年 | ブラディミール・ゲレーロ・ジュニア | トロント・ブルージェイズ                                |